# Sternwarte Sohland/Spree
Die Sternwarte „Bruno-H.-Bürgel“ Sohland/Spree liegt im Süden des Landkreises Bautzen in Sohland an der Spree am Hohberg und ist nach dem „Arbeiter-Astronomen“ Bruno H. Bürgel benannt.

## Geschichte
1953 begannen die Sohlander Friedrich Uhmann, Edmund Grundert und Heinz Klötzke in der Werkstatt der Firma Schicktanz während ihrer Freizeit ein Newton-Spiegelteleskop zu bauen.
Nachdem ein günstiger Beobachtungsstandort gefunden war, wurde durch örtliche Handwerker in dreijähriger Bauzeit unentgeltlich ein Kuppelgebäude für das Instrument errichtet. Die Einweihung war am 13. Oktober 1963.

## Ausstattung
Auf der Sternwarte ist heute ein vielseitiges Instrumentarium vorhanden, zum Beispiel Newton-Teleskope, Refraktoren, Binokular und ein computergesteuertes Schmidt-Cassegrain-Teleskop.
Zur Sternwarte gehört ein Gebäude mit Vorlesungssaal, Mondsaal (Festsaal), Bibliothek, Vereinsraum und Funktionsräumen.

## Planetenweg

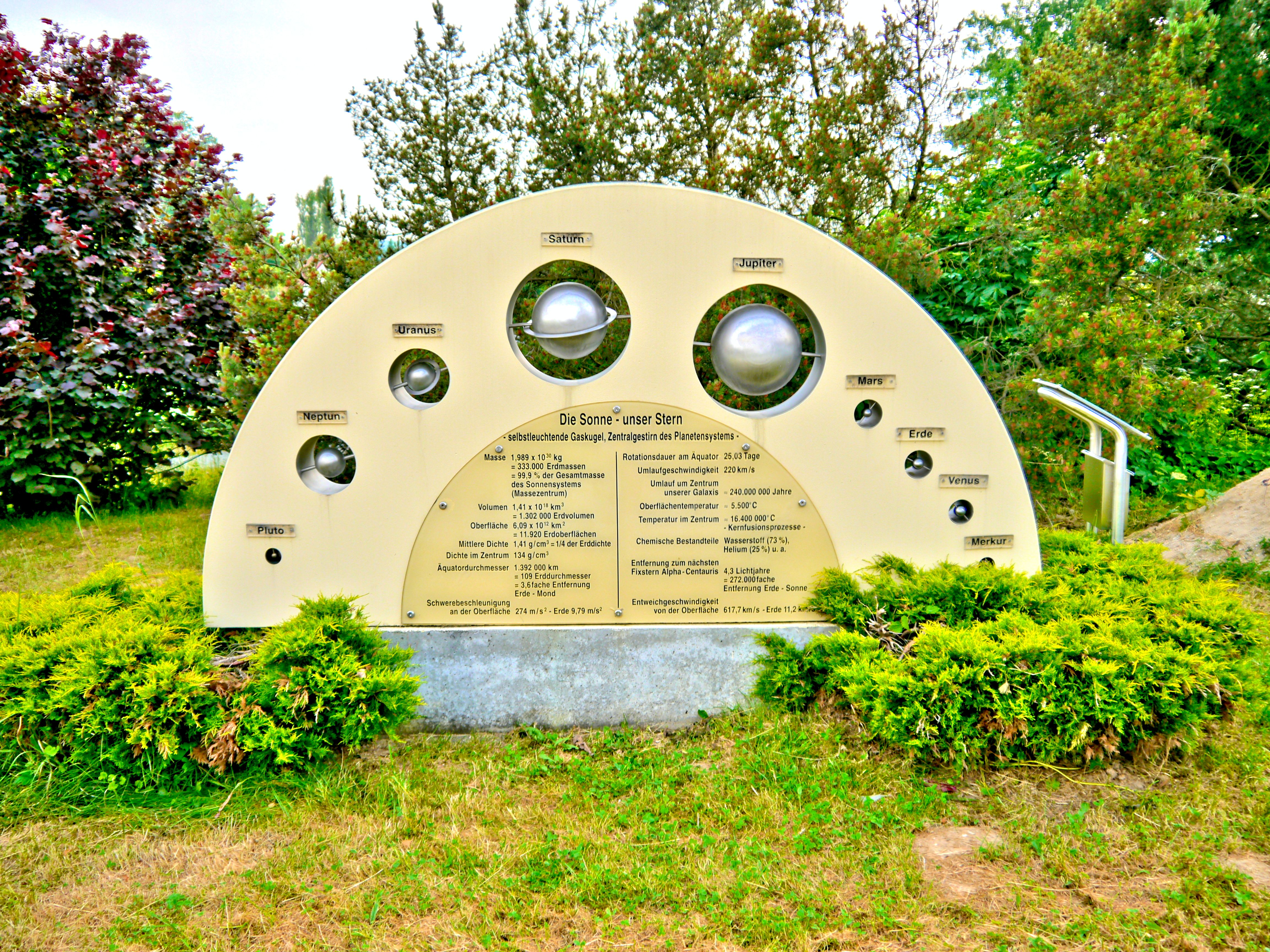
Planetenweg-Startpunkt an der Sternwarte

Im Jahr 2000 gestalteten die Mitglieder des Sternwartenvereins einen Planetenwanderweg. Er empfindet das irdische Sonnensystem als räumliches Modell im Maßstab von ca. 1:1,4 Milliarden nach. Zweisprachige Tafeln (deutsch und tschechisch) beschreiben an 10 Stationen die Dimensionen und Eigenschaften der Himmelskörper des Sonnensystems. Den Startpunkt bildet dabei eine interessante Plastik der Sonne mit ihren Planeten an der Sternwarte. Der Endpunkt mit dem Zwergplaneten Pluto bildet das Berggasthaus „Prinz-Friedrich-August Baude“ nahe der tschechischen Grenze.

## Sonnenuhren
Die Arbeitsgruppe Sonnenuhren der Sternwarte berechnet, baut, betreut, wartet und restauriert unter anderem die Sonnenuhren der Orte Sohland, Wehrsdorf und des Sonnenuhrendorfes Taubenheim.

## Archäoastronomie

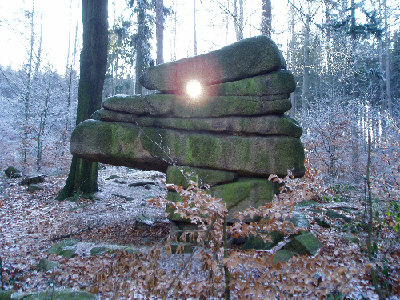
Der Kuckuckstein zur Wintersonnenwende 2007, 13.15 Uhr

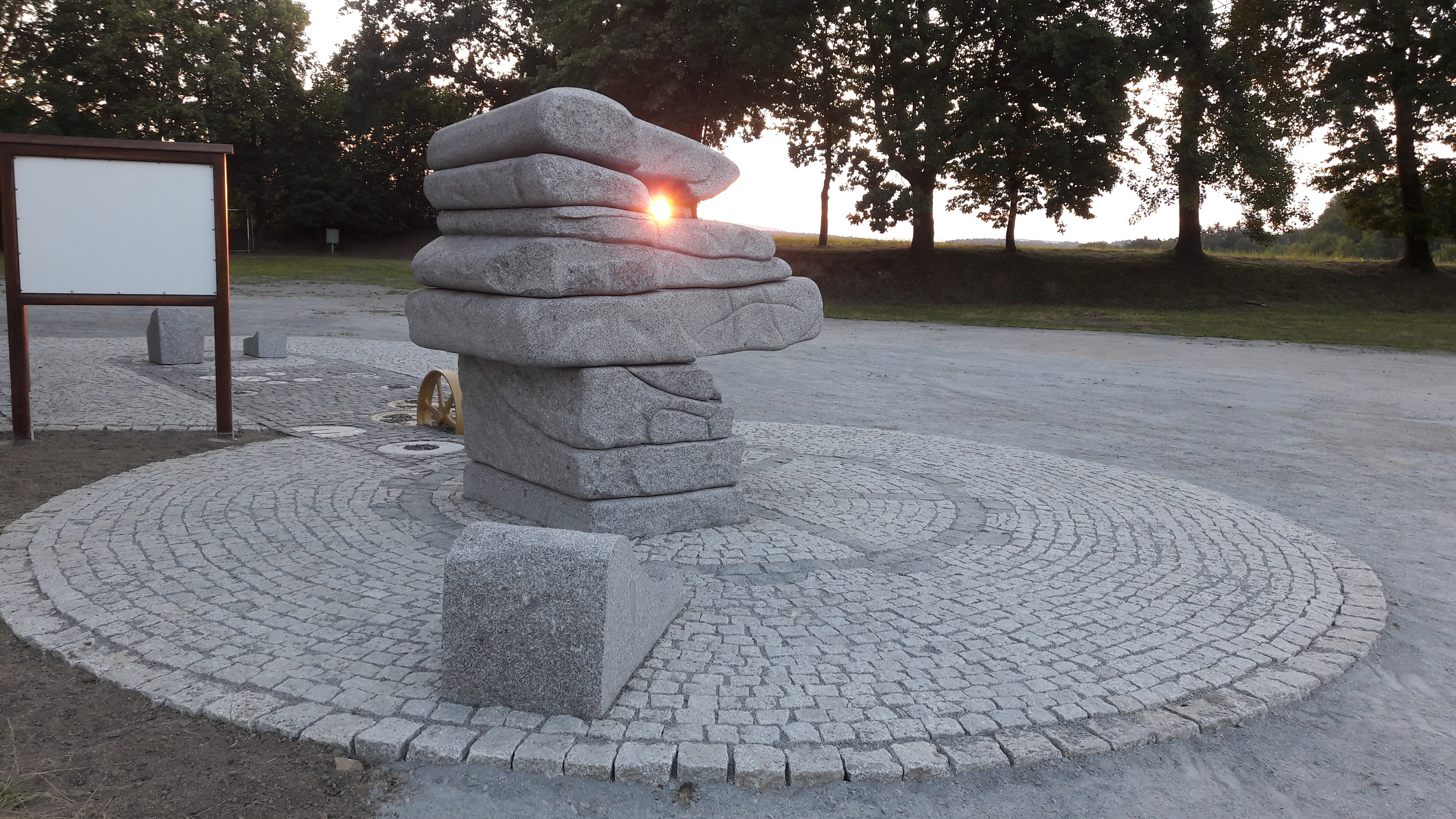
Nachbildung des Kuckucksteins von Königshain an der Sternwarte Sohland/Spree

Ein 2006 entdecktes Sonnenbeobachtungsphänomen an verschiedenen Fels- und Steinformationen der Oberlausitz führte 2008 zur Gründung der Fachgruppe Archäoastronomie im Verein der Sternwarte. Das archäoastronomische Forschungsprojekt erhielt die Bezeichnung „Projekt Götterhand“. Seit 2013, aus Anlass des 50-jährigen Bestehens der Sternwarte Sohland organisiert die Fachgruppe Archäoastronomie den „Internationalen Tag der Archäoastronomie“.
Einige Objekte, die als Sonnenheiligtümer der Oberlausitz angesprochen werden
- Kuckuckstein bei Königshain
- Kälberstein bei Sohland/Spree
- „Thors Amboss – die steinerne Himmelsscheibe von Neusalza-Spremberg“
- Felsentor auf dem Töpfer
- Teufelsstein (Pließkowitz)
- Pohanské kameny (Heidenstein) bei Višňová u Frýdlantu (ehemals Weigsdorf) in Tschechien
- Czorneboh
- Bieleboh
- Geldkeller Löbau
- Teufelsstein (Jablonec nad Nisou)
- Sybillenstein
- Teufelskanzel (Sora)

2018 wurde der Kuckuckstein von Königshain mit seinen kalenderastronomischen Funktionen an der Sternwarte Sohland aus Oberlausitzer Granit in einer Größe von ca. 2 m nachgestaltet.
Er ist Bestandteil des Tourismusprojektes „Sonnenpfade“. Ein Gemeinschaftsvorhaben der Gemeinde Sohland und des Vereins der Volks- und Schulsternwarte „Bruno-H.-Bürgel“ Sohland/Spree e. V. im Rahmen das archäoastronomischen Forschungsprojektes Götterhand. Gefördert durch die Leader Region „Bautzener Oberland“ aus Mitteln des Europäischen Landwirtschaftsfonds für die Entwicklung des ländlichen Raumes. Die Nachbildung des Kuckucksteins an der Sternwarte bildet den Startpunkt einer Wanderroute zu verschiedenen kalenderastronomischen Steinformationen in der Oberlausitz und Tschechiens.

### Videos
- Videomagazin Sterngucker. In: sternwarte-sohland.de. 2014, archiviert vom Original am 21. März 2014; abgerufen am 1. Oktober 2022.; wurde in der Sternwarte monatlich produziert.